# Hierodula obiensis
Hierodula obiensis es una especie de mantis de la familia Mantidae.

## Distribución geográfica
Se encuentra en las Molucas.